# Magny-le-Freule
Magny-le-Freule est une ancienne commune française, située dans le département du Calvados en région Normandie.
Magny-le-Freule est peuplée de 335 habitants.
Le 1er janvier 2017, elle prend le statut administratif de commune déléguée au sein de la nouvelle commune de Mézidon Vallée d'Auge de statut administratif commune nouvelle.

## Géographie

### Localisation
| Bissières                                  | Méry-Corbon                           | Méry-Corbon, Biéville-Quétiéville |
| Croissanville, Ouézy                       | Magny-le-Freule                       | Biéville-Quétiéville              |
| Ouézy, Mézidon-Canon (comm. ass. de Canon) | Mézidon-Canon (comm. ass. de Mézidon) | Biéville-Quétiéville              |

## Toponymie
Le nom de la localité est attesté sous les formes Meigneium en 1277,, Magneium le Freulle au XIVe siècle, Maigny le Freule en 1371.
Le toponyme est issu de l'anthroponyme latin ou roman, Magnus ou Manius. Il est suivi du suffixe -acum d'origine gauloise servant à localiser ou à indiquer une propriété.
Le déterminant complémentaire Freule représente sans doute un anthroponyme. Il s'agit peut-être du même nom que dans Freulleville (Seine-Maritime, Frela villa 1177, Frellavilla vers 1185) qui remonte, soit à l'ancien scandinave Friðleifr (vieux suédois Fridhlef),, soit au germanique occidental Fritilo, nom de personne faiblement attesté. Magny est en effet situé à la limite de la zone de diffusion de la toponymie norroise, tout comme Freulleville. On retrouve le nom de personne Freule à 3,5 km sur la commune de Méry-Corbon associé à l'appellatif Mont- sous la forme Montfreule (voir Manoir de Montfreule).
L'article défini la en ancien français pouvait avoir l'usage d'un démonstratif, « Magny, celui de Freule » ou « le Magny de Freule ». 
Le gentilé est Magnyfreulien.

## Histoire
De 1315 à la fin du XVIIe siècle, la famille de Bonnenfant, fournit les seigneurs de Magny.

## Politique et administration

### Liste des maires
| Période                                  | Période       | Identité          | Étiquette | Qualité    |
| ---------------------------------------- | ------------- | ----------------- | --------- | ---------- |
| Les données manquantes sont à compléter. |               |                   |           |            |
| (avant 2001)                             | mars 2008     | Jean-Louis Meslon |           |            |
| mars 2008                                | décembre 2016 | Alain Guillot     | SE        | Technicien |

Le conseil municipal était composé de onze membres dont le maire et deux adjoints.

### Liste des maires de la commune déléguée
| Période      | Période  | Identité      | Étiquette | Qualité                          |
| ------------ | -------- | ------------- | --------- | -------------------------------- |
| janvier 2017 | En cours | Alain Guillot | SE        | Retraité de la fonction publique |

## Population et société

### Démographie
L'évolution du nombre d'habitants est connue à travers les recensements de la population effectués dans la commune depuis 1793. À partir du 1er janvier 2009, les populations légales des communes sont publiées annuellement dans le cadre d'un recensement qui repose désormais sur une collecte d'information annuelle, concernant successivement tous les territoires communaux au cours d'une période de cinq ans. 
Pour les communes de moins de 10 000 habitants, une enquête de recensement portant sur toute la population est réalisée tous les cinq ans, les populations légales des années intermédiaires étant quant à elles estimées par interpolation ou extrapolation. Pour la commune, le premier recensement exhaustif entrant dans le cadre du nouveau dispositif a été réalisé en 2004,.
En 2021, la commune comptait 335 habitants, en évolution de +2,13 % par rapport à 2015 (Calvados : +1,58 %, France hors Mayotte : +2,49 %).
Magny-le-Freule a compté jusqu'à 482 habitants en 1846.
| 1793 | 1800 | 1806 | 1821 | 1831 | 1836 | 1841 | 1846 | 1851 |
| ---- | ---- | ---- | ---- | ---- | ---- | ---- | ---- | ---- |
| 465  | 416  | 452  | 467  | 471  | 454  | 435  | 482  | 456  |

| 1856 | 1861 | 1866 | 1872 | 1876 | 1881 | 1886 | 1891 | 1896 |
| ---- | ---- | ---- | ---- | ---- | ---- | ---- | ---- | ---- |
| 443  | 475  | 445  | 412  | 386  | 357  | 393  | 360  | 370  |

| 1901 | 1906 | 1911 | 1921 | 1926 | 1931 | 1936 | 1946 | 1954 |
| ---- | ---- | ---- | ---- | ---- | ---- | ---- | ---- | ---- |
| 323  | 327  | 278  | 326  | 352  | 345  | 325  | 327  | 361  |

| 1962 | 1968 | 1975 | 1982 | 1990 | 1999 | 2004 | 2009 | 2014 |
| ---- | ---- | ---- | ---- | ---- | ---- | ---- | ---- | ---- |
| 354  | 287  | 268  | 297  | 331  | 313  | 294  | 301  | 326  |

| 2018 | - | - | - | - | - | - | - | - |
| ---- | - | - | - | - | - | - | - | - |
| 335  | - | - | - | - | - | - | - | - |

## Culture locale et patrimoine

### Lieux et monuments
- Château des XIVe et XIXe siècles. La grange-pressoir du XVIIe siècle et son équipement sont inscrits au titre des Monuments historiques depuis le 26 août 1986[20].
- Église Saint-Germain, du XIIIe siècle.

### Héraldique
| Blason de Magny-le-Freule | Blason  | De gueules à la fasce d'argent accompagnée de six roses du même, trois rangées en chef, trois en pointe ordonnées 2 et 1. |
| Blason de Magny-le-Freule | Détails | Le statut officiel du blason reste à déterminer.                                                                          |